# Маунтин (Северна Дакота)
Маунтин (енгл. Mountain) град је у америчкој савезној држави Северна Дакота.

## Демографија
По попису из 2010. године број становника је 92, што је 41 (-30,8%) становника мање него 2000. године.
| Група             | 2000.       | 2010.      |
| Белци             | 132 (99,2%) | 90 (97,8%) |
| Афроамериканци    | 0 (0,0%)    | 0 (0,0%)   |
| Азијати           | 0 (0,0%)    | 0 (0,0%)   |
| Хиспаноамериканци | 0 (0,0%)    | 1 (1,1%)   |
| Укупно            | 133         | 92         |